# 6877 Giada
6877 Giada eller 1994 TB2 är en asteroid i huvudbältet som upptäcktes den 10 oktober 1994 av den italienske astronomen Vincenzo Silvano Casulli vid Colleverde-observatoriet. Den är uppkallad efter upptäckarens dotter, Giada Casulli.
Asteroiden har en diameter på ungefär 4 kilometer och den tillhör asteroidgruppen Vesta.